# Matar Dieye
Matar Dieye (Mbédiène, 10 gennaio 1998) è un calciatore senegalese, attaccante svincolato.

## Biografia
Ha un fratello più piccolo, Fallou, anch'egli calciatore.

## Caratteristiche tecniche
È un centravanti.

## Carriera
Ha giocato nei settori giovanili di vari club italiani: dal 2014 al 2016 è alla Sacilese (con cui durante la stagione 2015-2016 gioca anche una partita in prima squadra nel campionato di Serie D), sempre nel 2016 è in quelli di Juventus e L.R. Vicenza (con cui nella stagione 2016-2017 gioca anche una partita in prima squadra, nel campionato di Serie B), ed infine nel 2017 è nel settore giovanile del Torino. Nel novembre del 2017, dopo un breve periodo da svincolato, si accasa nella prima divisione maltese ai Tarxien Rainbows, con cui gioca 7 partite segnando anche il suo primo gol in carriera tra i professionisti; dall'ottobre del 2018 al gennaio del 2019 è invece nuovamente in Italia, ai veneti dell'Este, con cui gioca 6 partite nel campionato di Serie D: successivamente passa all'Olimpik Donec'k, club della prima divisione ucraina, con cui nell'arco di una stagione e mezzo di permanenza mette a segno 8 reti in 23 partite di campionato giocate; nella sessione invernale di calciomercato della stagione 2019-2020 passa in prestito al Karpaty, altro club della prima divisione ucraina, con cui termina la stagione giocando altre 3 partite in questa categoria (nelle quali segna un'ulteriore rete). Dal 2020 al 2022 gioca all'HNK Gorica, con cui realizza in totale 7 reti in 55 presenze nella prima divisione croata, per poi andare a vestire la maglia del Debrecen, club della prima divisione ungherese, che tuttavia dopo una sola presenza lo cede in prestito al KuPS, con cui Dieye disputa 3 partite nella prima divisione finlandese. Trascorre poi la stagione 2023-2024 nella seconda divisione svizzera al Bellinzona, con cui segna un gol in 16 partite di campionato giocate.

## Statistiche

### Presenze e reti nei club
Statistiche aggiornate al 13 febbraio 2021.
| Stagione               | Squadra                | Campionato             | Campionato | Campionato | Coppe nazionali | Coppe nazionali | Coppe nazionali | Coppe continentali | Coppe continentali | Coppe continentali | Altre coppe | Altre coppe | Altre coppe | Totale | Totale | Totale |
| Stagione               | Squadra                | Comp                   | Pres       | Reti       | Comp            | Pres            | Reti            | Comp               | Pres               | Reti               | Comp        | Pres        | Reti        | Pres   | Reti   |        |
| ---------------------- | ---------------------- | ---------------------- | ---------- | ---------- | --------------- | --------------- | --------------- | ------------------ | ------------------ | ------------------ | ----------- | ----------- | ----------- | ------ | ------ | ------ |
| 2014-2015              | Sacilese               | D                      | 1          | 0          | CI-D            | 0               | 0               | -                  | -                  | -                  | -           | -           | -           | 1      | 0      |        |
| 2015-2016              | Vicenza                | B                      | 1          | 0          | CI              | 0               | 0               | -                  | -                  | -                  | -           | -           | -           | 1      | 0      |        |
| nov. 2017-2018         | Tarxien Rainbows       | PL                     | 7          | 1          | CM              | 2               | 2               | -                  | -                  | -                  | -           | -           | -           | 9      | 3      |        |
| ott. 2018-gen. 2019    | Este                   | D                      | 6          | 0          | CI-D            | 0               | 0               | -                  | -                  | -                  | -           | -           | -           | 6      | 0      |        |
| gen.-giu. 2019         | Olimpik Donec'k        | PL                     | 13         | 7          | CU              | 0               | 0               | -                  | -                  | -                  | -           | -           | -           | 13     | 7      |        |
| 2019-feb. 2020         | Olimpik Donec'k        | PL                     | 10         | 1          | CU              | 0               | 0               | -                  | -                  | -                  | -           | -           | -           | 10     | 1      |        |
| Totale Olimpik Donec'k | Totale Olimpik Donec'k | Totale Olimpik Donec'k | 23         | 8          |                 | 0               | 0               |                    | -                  | -                  |             | -           | -           | 23     | 8      |        |
| feb.-giu. 2020         | Karpaty                | PL                     | 3          | 1          | CU              | 0               | 0               | -                  | -                  | -                  | -           | -           | -           | 3      | 1      |        |
| 2020-2021              | HNK Gorica             | 1. HNL                 | 16         | 3          | CC              | 2               | 1               | -                  | -                  | -                  | -           | -           | -           | 18     | 4      |        |
| Totale carriera        | Totale carriera        | Totale carriera        | 57         | 13         |                 | 4               | 3               |                    | -                  | -                  |             | -           | -           | 61     | 16     |        |